# N288 (België)
De N288 is een gewestweg in Brussel, België. De weg heeft een lengte van ongeveer 950 meter en verloopt via de Koning Albert II-laan.
De weg beschikt over twee rijstroken voor elke rijrichting die over de gehele route gescheiden zijn van elkaar.